# Wanze Eduards
Wanze Eduards là một nhà lãnh đạo sắc tộc Saramaka ở nước Cộng hòa Suriname. Ông được trao giải Môi trường Goldman năm 2009, chung với Hugo Jabini, cho những nỗ lực của họ để bảo vệ đất truyền thống của họ chống lại các công ty khai thác gỗ, bằng cách đưa các vụ việc ra trước Ủy ban Nhân quyền liên Mỹ, và hơn nữa đến Tòa án liên Mỹ. Các nỗ lực của họ đã đưa đến kết quả là một phán quyết căn bản về quyền của dân bộ lạc và dân bản xứ ở châu Mỹ được kiểm soát việc khai thác tài nguyên thiên nhiên trong vùng lãnh thổ của họ
.